# Madona del gran duque
La Virgen con Niño (Madona del gran duque) (en italiano Madonna del granduca) es una pintura del artista del Alto Renacimiento italiano Rafael Sanzio, que data hacia 1505. Es una pintura al óleo sobre tabla con unas dimensiones de 84 cm de alto y 55 cm de ancho. Se conserva en la Galería Palatina del Palacio Pitti, en Florencia, Italia.
La primera noticia que se tiene de este cuadro es del 23 de noviembre de 1799 cuando el director de la Galería de los Uffizi escribió al gran duque Fernando III que había adquirido esta obra de un comerciante de Florencia.

Intervino el duque y pocos meses después la tela entró a formar parte de la colección del palacio Pitti. Por haber pertenecido a Fernando III, Gran Duque de Toscana, se la conoce como Madona del gran duque.

Probablemente fue pintada en el año 1505, poco después de que Rafael llegase a Florencia. La influencia de Leonardo da Vinci, cuyas obras consiguió conocer allí, puede verse en el uso del esfumado. 
En este cuadro la Virgen María está representada en pie, con un vestido rojo y un manto azul mientras tiene en brazos al Niño Jesús sobre un fondo negro.

A través de algunas radiografías se ha descubierto que en principio a espaldas de la Virgen, a su izquierda, se abría una ventana en forma de arco que daba a un paisaje, mientras que la altura de María de debía a un asiento de piedra.